# Staro Topolje
Staro Topolje je naseljeno mjesto u Republici Hrvatskoj u sastavu općine Donji Andrijevci u Brodsko-posavskoj županiji.

## Zemljopis
Staro Topolje se nalaze oko 2 km zapadno od općinskog središta Donjih Andrijevaca, susjedna naselja su Novo Topolje na sjeveru, Sredanci na jugu te Sapci na zapadu.

## Stanovništvo
Prema popisu stanovništva iz 2011. godine Staro Topolje je imalo 736 stanovnika. 
| broj stanovnika | 387   | 403   | 357   | 398   | 424   | 491   | 487   | 589   | 641   | 764   | 884   | 900   | 861   | 789   | 825   | 736   | 577   |
|                 | 1857. | 1869. | 1880. | 1890. | 1900. | 1910. | 1921. | 1931. | 1948. | 1953. | 1961. | 1971. | 1981. | 1991. | 2001. | 2011. | 2021. |

## Šport
- NK Omladinac, nogometni klub

## Kultura
- MPS "Starotopoljani"